# Болдырево (Вышневолоцкий район)
Болдырево — деревня в Вышневолоцком городском округе Тверской области.

## География
Находится в центральной части Тверской области на расстоянии приблизительно 20 км по прямой на север от города Вышний Волочёк на северном берегу озера Пудоро.

## История
Была отмечена как Булдырева на карте 1825 года. В 1859 году здесь (деревня Вышневолоцкого уезда) было учтено 20 дворов. До 2019 года входила в состав ныне упразднённого Сорокинского сельского поселения Вышневолоцкого муниципального района.

## Население
Численность населения составляла 138 человек (1859 год), 1 (русские 100%) в 2002 году, 1 в 2010.